# Stilus

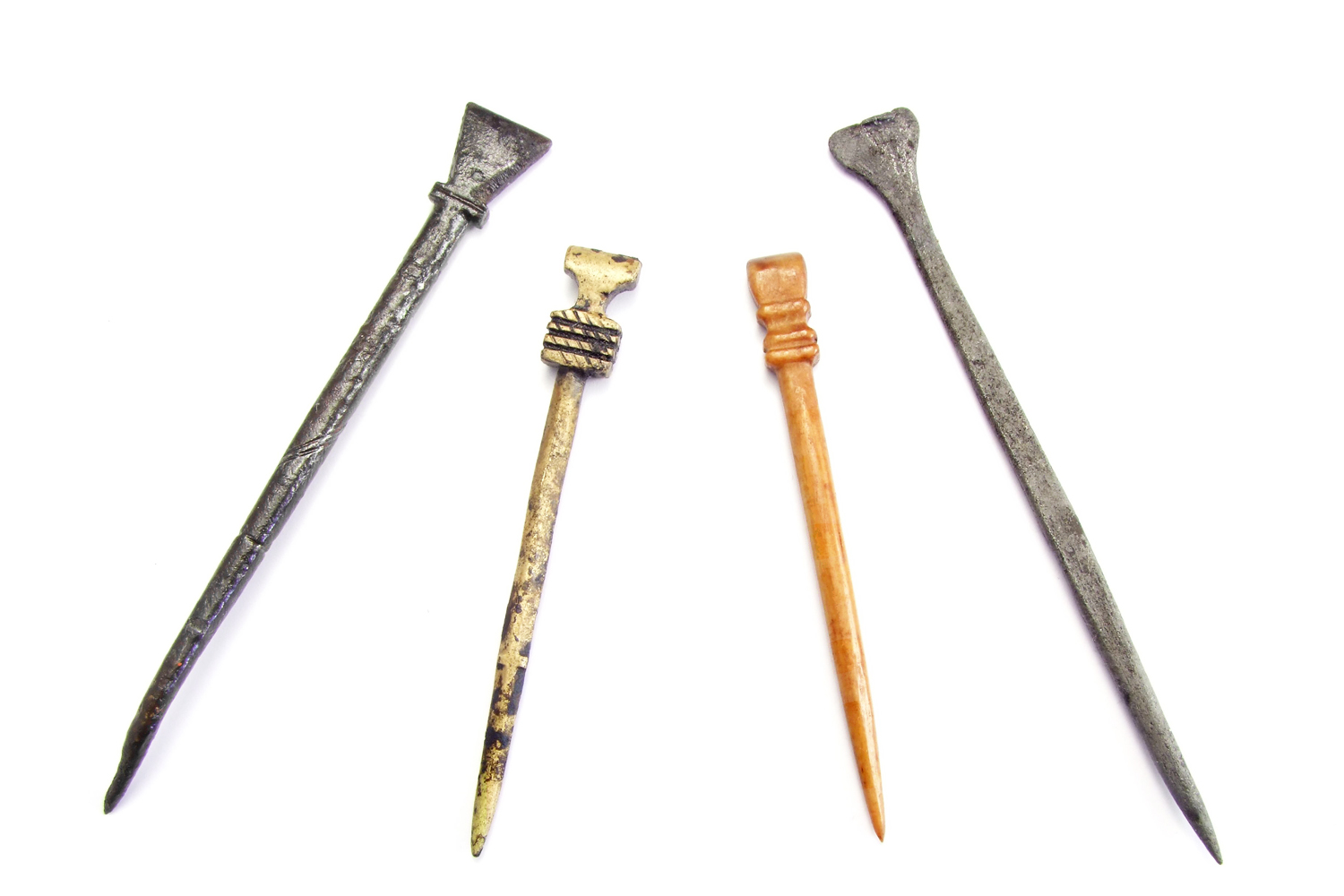
Voorbeelden van middeleeuwse stili of schrijfstiften. Twee grote schrijfstiften gemaakt van ijzer, een kleinere messing stilus en de kleinste stilus is gemaakt van been.

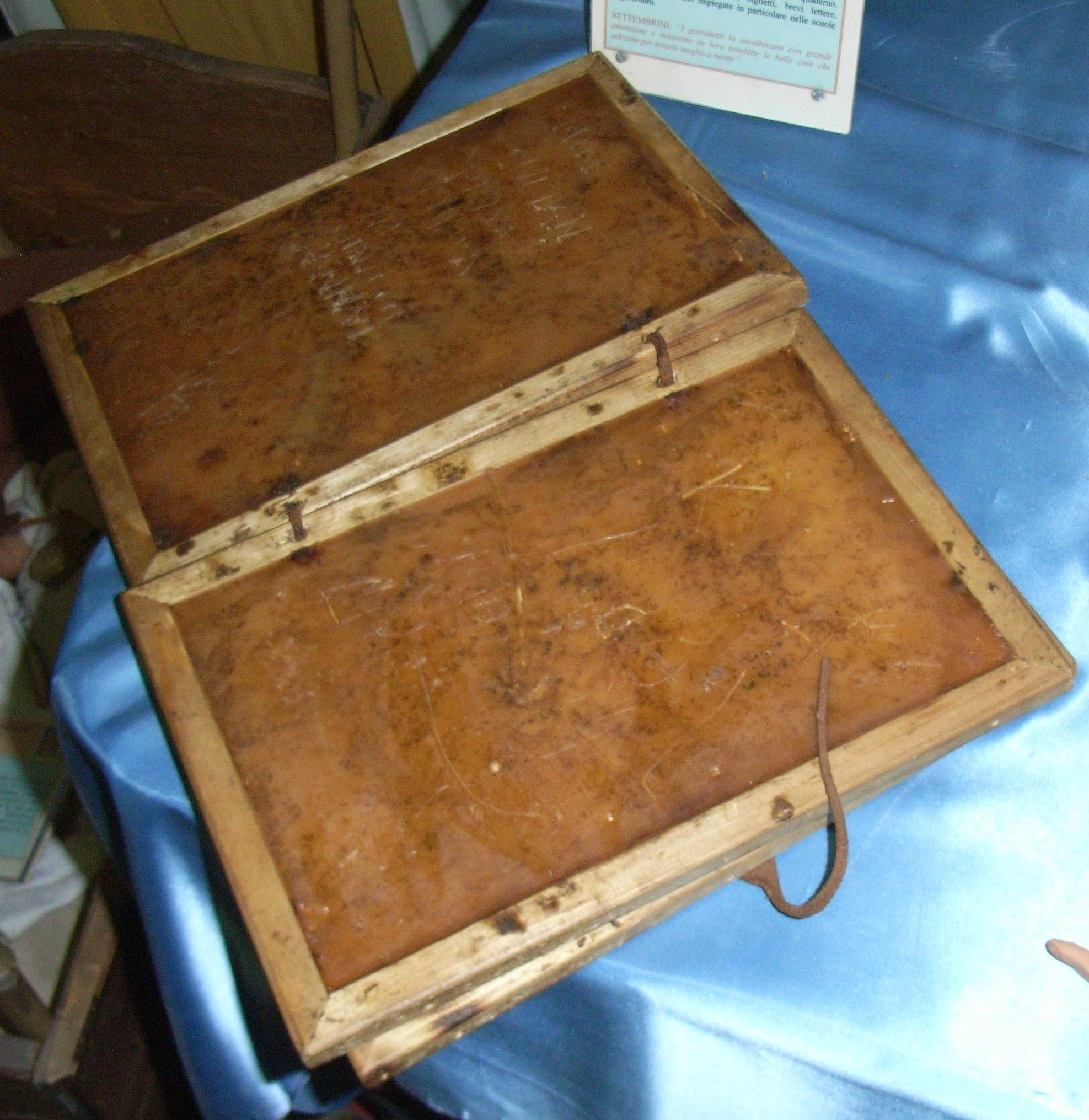
Voorbeeld van een Romeins wastafeltje.

Een stilus (Latijn voor "griffel") is een puntvormige schrijfstift, gemaakt om te schrijven op een wastafeltje of om inkervingen te maken in klei. Met het afgeplatte uiteinde kon de tekst worden uitgewist door de was glad te strijken, hierdoor was het een ideaal hulpmiddel om letters te leren schrijven. In opgravingen zijn Romeinse en middeleeuwse exemplaren gevonden gemaakt van been, brons en ijzer. In Mesopotamië, het oude Egypte of in de Minoïsche beschaving werden ook stili gemaakt van riet. In de Lage Landen werden schrijfstiften tot in de late middeleeuwen veelvuldig gebruikt. Schrijfstiften zijn in de loop van de 15e eeuw uit het dagelijkse leven verdwenen en vervangen door een griffel en leisteen als schrijfplankje en door het massaal en goedkoper produceren van papier met de opkomst van watergedreven papiermolens. 